# Луцій Кальпурній Пізон Фругі (претор)
Луцій Кальпурній Пізон Фругі (*Lucius Calpurnius Piso Frugi, 153 до н. е. —112 до н. е.) — військовий та політичний діяч Римської республіки.

## Життєпис
Походив з роду нобілів Кальпурніїв. Син Луція Кальпурнія Фругі, консула 133 року до н. е. У 133 році до н. е. під командуванням батька брав участь у придушенні повстання рабів на Сицилії. За особисту звитягу був номінально нагороджений золотим вінком. У 112 році до н. е. як претор керував провінцією Дальня Іспанія. Під час своєї каденції виявив безкорисливість. Втім загинув при придушення повстання місцевих жителів.

## Родина
- Луцій Кальпурній Пізон Фругі, претор 74 року до н. е.
- Гней Кальпурній Пізон
- Марк Пупій Пізон Фругі Кальпурніан, консул 61 року до н. е.